# Rhinobatos hynnicephalus
Rhinobatos hynnicephalus es una especie de peces de la familia Rhinobatidae en el orden de los Rajiformes.

## Morfología
• Los machos pueden llegar alcanzar los 53 cm de longitud total y los 62 cm en las hembras.

## Reproducción
Es ovíparo.

## Distribución geográfica
Se encuentra en las  costas de la China, Japón, Corea, Taiwán y Vietnam.